# Бригинці (Чернігівський район)
Бригинці́ — село в Україні, у Козелецькій селищній громаді Чернігівського району Чернігівської області. Населення становить 168 осіб. До 2016 року орган місцевого самоврядування — Бригинцівська сільська рада.

## Історія
12 червня 2020 року, відповідно до розпорядження Кабінету Міністрів України № 730-р «Про визначення адміністративних центрів та затвердження територій територіальних громад Чернігівської області», село увійшло до складу Козелецької селищної громади.
19 липня 2020 року, в результаті адміністративно-територіальної реформи та ліквідації Козелецького району, село увійшло до складу Чернігівського району Чернігівської області.

## Населення
1901 року в "деревне" БрЕгінці проживало 326 осіб.

### Мова
Розподіл населення за рідною мовою за даними перепису 2001 року:
| Мова       | Кількість | Відсоток |
| ---------- | --------- | -------- |
| українська | 213       | 99.07%   |
| російська  | 2         | 0.93%    |
| Усього     | 215       | 100%     |